# Aminoacétone
L'aminoacétone est un composé organique de formule chimique H2N–CH2–CO–CH3. C'est un métabolite issu de la dégradation de la thréonine et de la glycine qui tend à s'accumuler avec la maladie du cri du chat et la thréoninémie. En effet, la thréonine est normalement oxydée en glycine et acétyl-CoA par la thréonine déshydrogénase en utilisant du NAD+, mais cette enzyme produit plutôt de l'aminoacétone lorsque le rapport de concentrations [acétyl-CoA]/[CoA] augmente, c'est-à-dire en période de jeûne ou en cas de diabète. Elle pourrait être un substrat pour l'amine primaire oxydase (EC 1.4.3.21), conduisant à la production du méthylglyoxal, un cytotoxique.